# Proponent
Een proponent is in de Protestantse Kerk in Nederland (PKN), de Doopsgezinde Broederschap en de Remonstrantse Broederschap een afgestudeerd theoloog die mag preken en beroepen kan worden door een gemeente. De proponent onderscheidt zich van de 'kandidaat', een student die wel mag preken, maar nog niet beroepbaar is. In de nieuwe kerkorde van de PKN is het begrip proponent weer teruggekomen, nadat het lange tijd minder gebruikt werd. Het begrip 'kandidaat' komt in de kerkorde en ordinaties van de PKN niet meer voor, behalve voor 'kandidaten' voor het vervullen van ambten (zoals ouderling (- kerkrentmeester) en diaken). Voor studenten met preekbevoegdheid, die nog niet beroepbaar zijn, is geen eenduidige benaming meer. In veel gemeenten die behoren tot de Gereformeerde Bond binnen de PKN wordt de term 'proponent' ook gebruikt voor studenten die bevoegd zijn om in de Eredienst voor te gaan. 
Oorspronkelijk was de proponent een man die getoetst werd of hij geschikt was om predikant te worden in de gereformeerde (later: hervormde) kerk. In principe had een proponent aan een universiteit theologie gestudeerd. Een student werd proponent door met goed gevolg een examen in een classis, een regionaal kerkbestuur, af te leggen. Dit was het praeparatoir (voorbereidend) examen. In de zeventiende en achttiende eeuw moest hij om toegang hiertoe te krijgen testimonia, academische getuigschriften, van zijn hoogleraren overleggen. In de negentiende en twintigste eeuw diende hij het kandidaatsexamen afgelegd te hebben. Langzamerhand werd toen de aanduiding 'kandidaat' gangbaar in plaats van 'proponent'; de doopsgezinden en remonstranten daarentegen hebben (in hun kerkorde) steeds het begrip proponent in stand gehouden.
Het was echter ook mogelijk om zich op grond van bijzondere bekwaamheid (of "singuliere gaven") aan te melden voor het praeparatoir examen. Met name in het begin van de zeventiende eeuw waren er als gevolg van het geringe aantal academisch opgeleide theologen veel van deze predikanten of "duytsche clercken" die geen academische studie hadden gedaan. Later kwamen zij echter steeds minder voor.
Een proponent kon predikant worden door een beroep van een kerkelijke gemeente te krijgen. Bij de PKN en haar voorgangers moest hij opnieuw met goed gevolg een examen afleggen, ditmaal bij de classis waarbinnen hij beroepen was. Dit examen heette het peremptoir (laatste) examen.
Binnen de Oud Gereformeerde Gemeenten in Nederland is een proponent een lerend ouderling die toestemming heeft gekregen van de Commissie van Onderzoek om te proponeren (preken) in de gemeenten.